# San Benedetto Abate

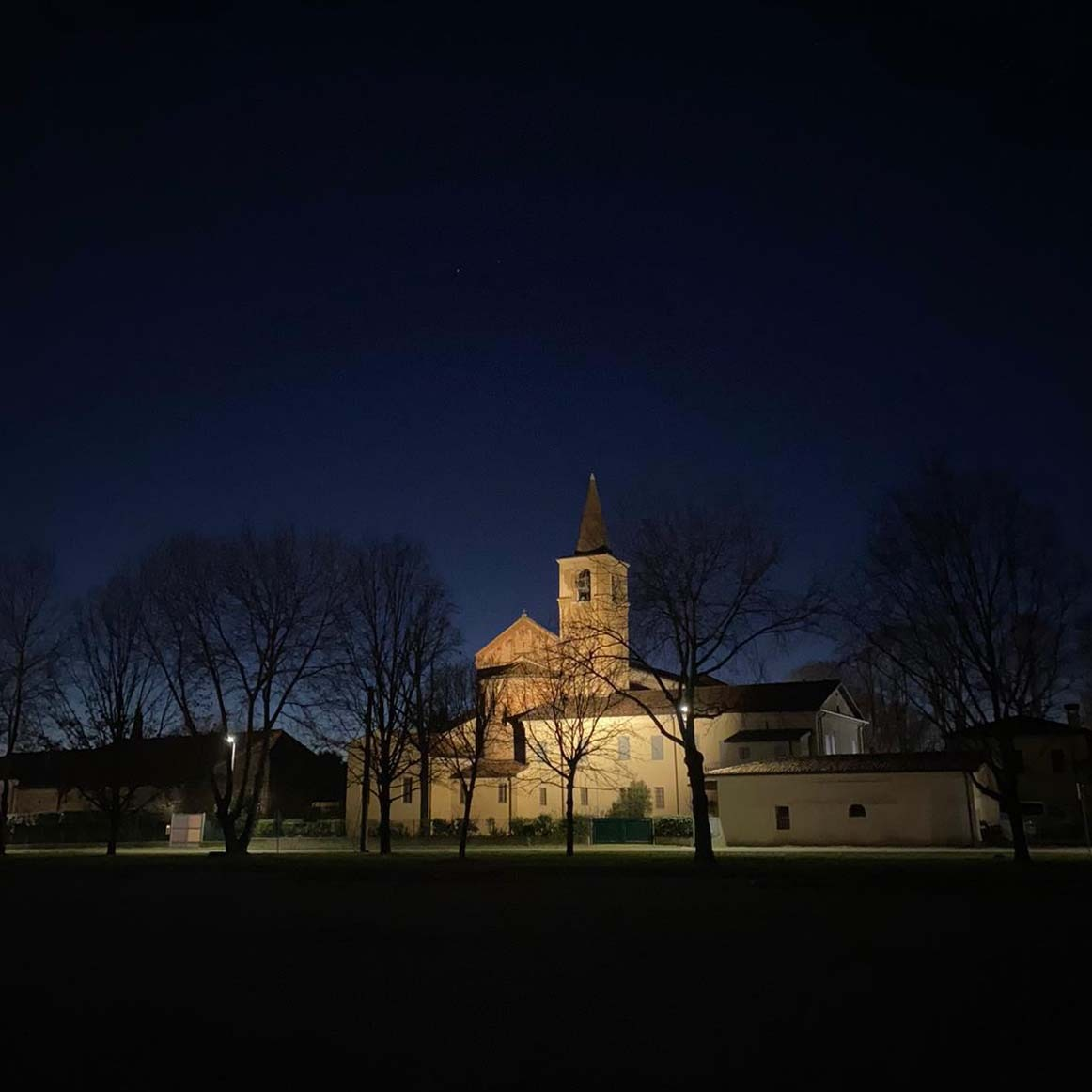
San Benedetto Abate

Die Basilika San Benedetto Abate (deutsch Basilika St. Benedikt) ist eine römisch-katholische Kirche in Gonzaga in der Lombardei, Italien. Die Pfarrkirche des Bistums Mantua trägt den Titel einer Basilica minor. Das romanische Bauwerk stammt aus dem 11. Jahrhundert.

## Geschichte

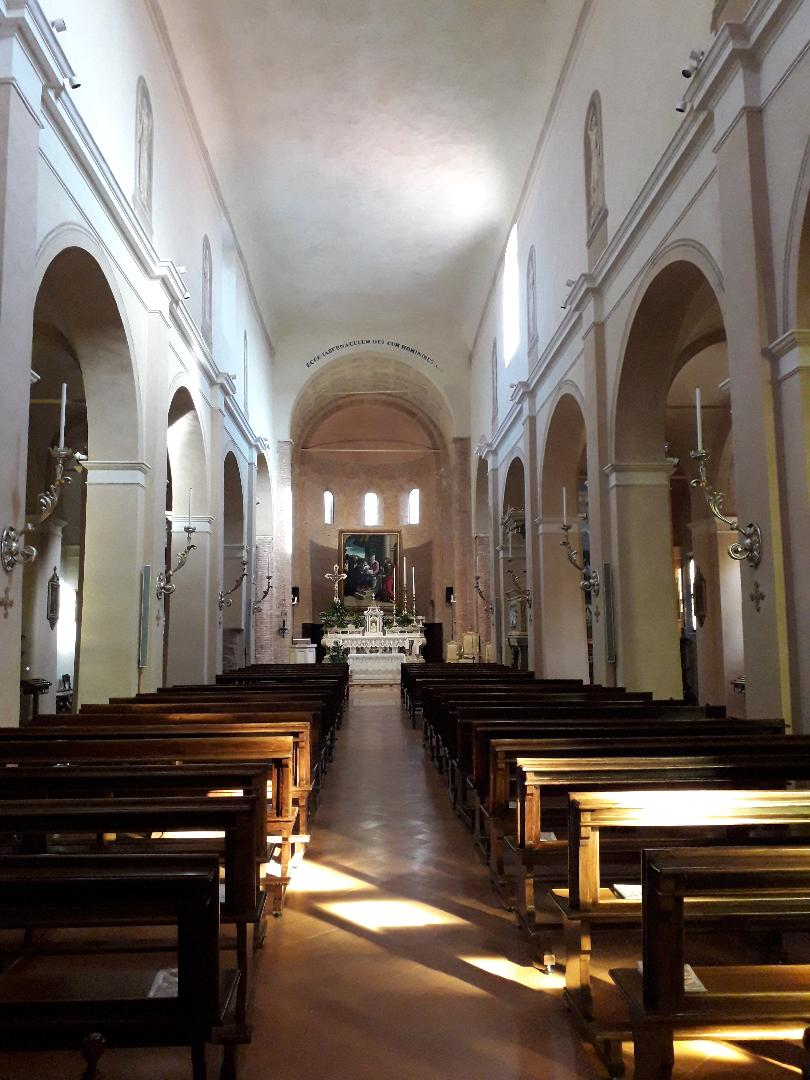
Innenraum der Kirche

Die Kirche San Benedetto Abate geht auf eine bereits 967 erwähnte Kapelle San Benedetto in den Poauen bei Gonzaga zurück, dem Herkunftsort des Herrscherhauses Gonzaga. Sie ist Teil der matildischen Kirchenbauten auf dem Gebiet Mantuas südlich des Pos und wird auf das Ende des 11. Jahrhunderts datiert. Die Kirche fiel an das Kloster San Benedetto in Polirone, das es mit einem Priorat besetzte. Gegen Ende des 15. Jahrhunderts erhielt die Kirche die Funktion einer Pfarrkirche. Im 16. Jahrhundert fanden Renovierungen statt, der vordere Teil wurde erneuert.
Die Kirche erhielt 1925 im Rahmen umfassender Renovierungen eine neoromanische Giebelfassade, das romanische Portal wurde dabei erhalten. Nach dem Erdbeben in Norditalien 2012 waren erneute Restaurierungen notwendig. 2019 verlieh Papst Franziskus der Kirche den Titel einer Basilica minor. Sie ist Teil der Pastoralgemeinschaft Terre Matildiche.

## Architektur
Die drei Kirchenschiffe der Basilika auf dem Grundriss eines lateinischen Kreuzes schließen mit runden, unverputzten Apsiden. Die zentrale Apsis ist von außen mit Bögen und Halbsäulen aus Ziegelstein verziert. Das Mittelschiff besitzt im hohen Obergaden nur wenige Fenster und ist mit einem Tonnengewölbe bedeckt. Der Glockenturm mit einem runden Helm steht südlich des Chors.

## Ausstattung
Der Hochaltar aus dem Jahr 1781 wurde in polychromem Marmor erstellt und mit dem Bildnis Madonna dei Miracoli aus Kunstmarmor ausgestattet. Dieses stammt wie einige Gemälde der Schule von Giulio Romano aus der nahen Klosterkirche des Karmeliterklosters Santa Maria, das Ende des 18. Jahrhunderts aufgehoben wurde. Das große Altarbild zeigt Madonna mit dem Kinde, die heiligen Benedikt und Johannes der Evangelist. Es wurde von Rinaldo Mantovano nach einer Zeichnung von Giulio Romana geschaffen, die heute im Louvre hängt. Im Chor befinden sich ein Chorgestühl sowie die Orgel.
Im rechten Querschiff sind ein Holzkruzifix aus dem 15. Jahrhundert und das Gemälde Heilige Familie mit den heiligen Sebastian und Antonius von Padua zu sehen, dieses wird Ippolito Costa zugeschrieben.